# Grámosz-hegy

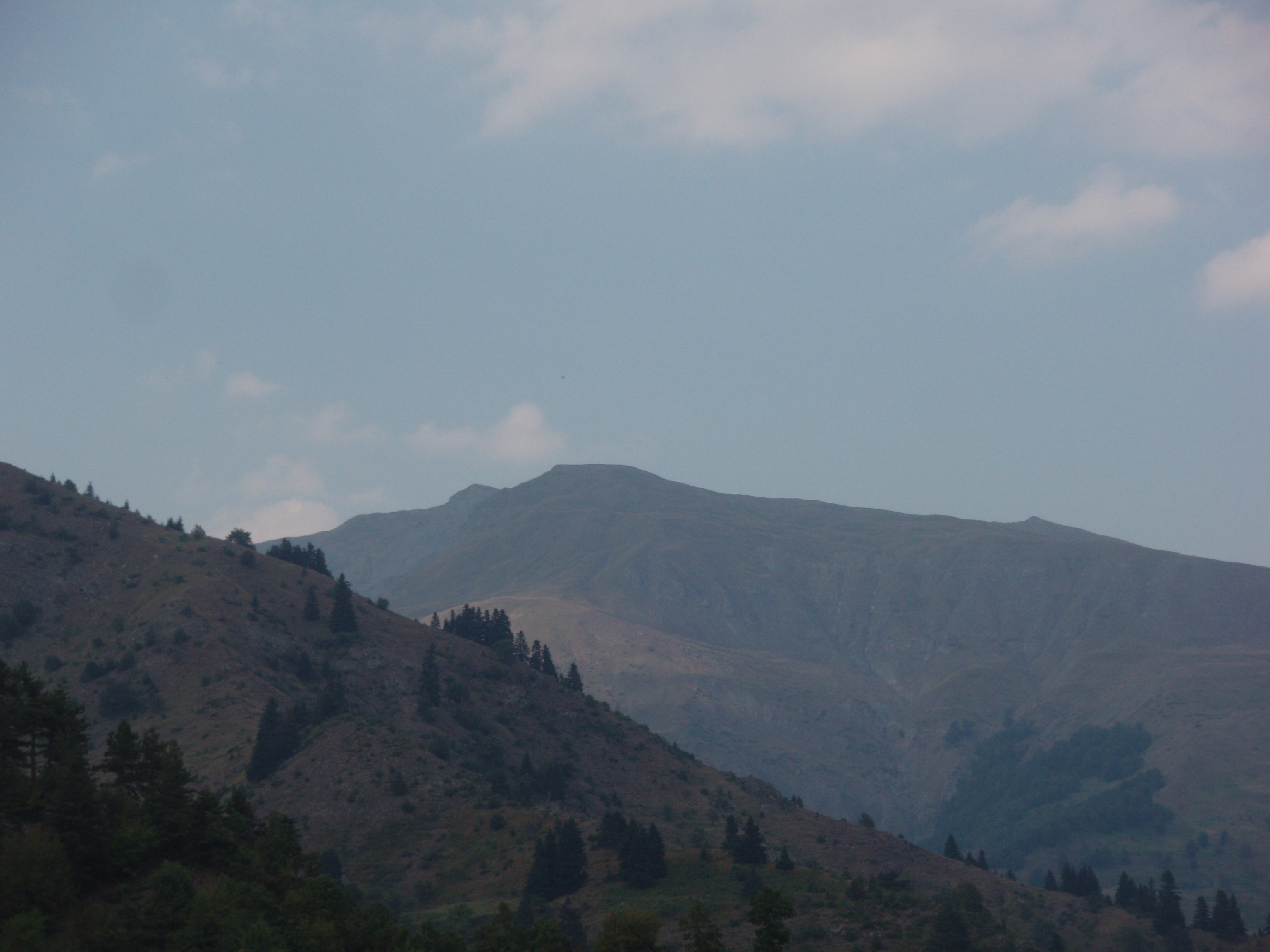
A déli oldal Plikati felől nézve

Grámosz-hegy (albánul: Gramoz, arománul: Gramosta, Gramusta; görögül: Γράμος or Γράμμος) hegység Albánia és Görögország határán. A hegy az északi Píndosz-hegység része. Legmagasabb csúcsa Albánia és Görögország határán található: 2520 m (8268 láb).) A régiót albánok, arománok és görögök lakják. A barnamedve előfordul a régióban.

## Földrajzi helyzete
Albánia Kolonja körzetének és Görögország Joánina és Kasztoriá regionális egységeinek határán fekszik. Három hegygerinc csatlakozik a legmagasabb csúcson, észak, délnyugat és kelet felé haladva. A Grámoszt nyugat felé az Osum folyó, északnyugat felé a Devoll, északkelet felé az Aliakmonas és dél felé a Sarantaporos övezi. A vidék nagyon ritkán lakott, az egyetlen jelentős város Erseka (Albánia) a nyugati lábánál. További falvak a hegyekben Grámosz (északkeleten), Aetomilitsa (délkeleten), Starje (nyugaton) és Plikati (délen). A közeli hegyláncok: a Smolikas délen, a Voio keleten és az Ostrovicë északnyugaton.

## Történelem
Az Albániával határos fekvése miatt is a kommunisták bástyája volt az 1946-tól 1949-ig tartó görög polgárháborúban. A polgárháború utolsó csatája a „Fáklya” hadművelet volt, amelyben az Aléxandrosz Papágosz tábornok vezette jobboldali görög kormány reguláris fegyveres erői 1949-ben amerikai támogatással legyőzték a Görög Demokratikus Hadsereg lázadóit, és ezzel nagyjából végetért a görög polgárháború. A háború veszélyes öröksége az aknamezők megléte, amelyeket a kiterjedt aknamentesítés ellenére még nem sikerült teljesen felszámolni.

## Fordítás
- Ez a szócikk részben vagy egészben  a   Gramos című angol Wikipédia-szócikk ezen változatának fordításán alapul.  Az eredeti cikk szerkesztőit annak laptörténete sorolja fel. Ez a jelzés csupán a megfogalmazás eredetét és a szerzői jogokat jelzi, nem szolgál a cikkben szereplő információk forrásmegjelöléseként.